# 信绍布
信绍布（發音：[ʃɪ̀ɴ sɔ́ bṵ]；1394年11月—1472年），旧译信修浮，勃固王朝女王，1453年至1472年在位。自信绍布的统治开始，上缅甸与下缅甸保持了长达50年的和平。

## 早年
信绍布是国王亚扎底律的女儿，生于1394年的一个星期三。母后是Thuddhamaya (သုဒ္ဓမာယာ)。她出生时被命名为Viharadevi，在梵语和巴利语里是寺院女王之意。
20岁时，她嫁给亚扎底律的侄子频耶贝，他们有一个儿子频耶伐流、两个女儿Netaka Taw和Netaka Thin。25岁时，丈夫去世。

## 在阿瓦居留时期（1423年 - 1430年）
1421年12月，信绍布的父王亚扎底律去世。亚扎底律的长子频耶昙摩耶娑登上王位，但他的弟弟频耶兰和频耶坚发动了叛乱。在频耶坚邀请之下，阿瓦国王出兵相助。频耶昙摩耶娑立频耶兰为储君，并赐予两兄弟封国以安抚他们，并将妹妹信绍布再嫁给了阿瓦王底哈都。
1423年（29岁时），信绍布去阿瓦，阿瓦国王底哈都很宠爱她，但她没有再生子嗣。
1425年8月，丈夫阿瓦国王底哈都不幸地在北方的一次军事征伐中阵亡，信绍布继续留在阿瓦4年，这期间她成为两位孟族僧侣的赞助人。1429年，信绍布在二僧的帮助下逃离了阿瓦，回到勃固。

## 在勃固的统治（1453年 - 1460年）
1453年，由于能够继承勃固王位的全部男性都已用尽，信绍布即位为女王。她的两个哥哥频耶昙摩耶娑、频耶兰和她的儿子频耶伐流均已做过国王。
1457年，她登基后不久，佛教徒庆祝了佛祖般涅槃2000周年。 
统治勃固7年后，她于1460年决定退位，并前往德贡，得以在仰光大金寺旁致力于宗教生活。
信绍布选择了一名僧人Pitakahara继承了勃固的王位，这名僧人曾协助她逃离阿瓦，Pitakahara离开僧伽，被授予Punnaraja和达摩悉提的称号，后来还娶了她的女儿Mipakathin。

## 在德贡的统治（1460年 - 1472年）
信绍布在大金寺旁度过了余生，直到她1470年或1472年去世。甚至在她前往德贡后，依然保留了王冠。
信绍布在1457年将全力移交给达摩悉提在孟语的石刻中有记载。
在德贡，信绍布将精力全部献给大金寺的宗教事务，扩大了塔的平台，为它铺了石路，在塔的外面设置了石柱和灯。她将寺庙的附属耕地扩展至Danok。她安排的事主要有：
“每日制作四白伞、四应器、四瓦罐、四供杯。每日有二十七人准备灯饰。有二十人保卫金寺的财物。有四个金器店、四个乐队、四只鼓、四个棚、八名守门人、四名扫地僧、二十名点灯者。她在周围修建并加固了七层围墙。围墙之间频耶陶种植了扇叶树头榈和椰子树。”
她还打造了25贝达的金箔，覆盖宝塔。德贡居民向宝塔捐献了5000贝达的铜。

## 石刻
信绍布统治时期的石刻发现了三处。第一处是Kyaikmaraw I，记载了一次献地。1455年9月25日，女王将土地捐给大金寺。碑文记载了一个叫"Tko' Mbon"的地方的税收和其他一些宝物被赐予马达班附近Myatheindan的Moh Smin寺。第二部分描述了为那些来寺拜佛者举行的赐福仪式，引用了许多佛经。第三部描绘了地狱给人的折磨。碑文上的信息有很高的语言、宗教和历史价值，受到缅甸语的影响，意为“君主”的“caw”或“chao”借自泰语，据信这是因为泰国国王将这个称号赐予了伐丽流王室。

## 关于在位时间的争议
一些人认为信绍布统治了七年，另一些人认为是十七年。Shorto首次推测她可能与达摩悉提共同统治了一段时间。 Guillon则认为二人共同统治，信绍布统治德贡，达摩悉提统治勃固。德贡在传统上是孟族女王们的辖地。

## 孟族民间传说
19世纪末，一些孟族人据说将英国的维多利亚女王视为信绍布转世。信绍布选择继任者的故事如下所述。统治了仅仅七年后，她决定退位。她设计出一种方法从在阿瓦时期陪伴她的二名僧人中选择一位来继承王位：
“一天早上他们来领御米，她秘密的在其中一只大钵中放了pahso（男式裙衣）和五个王权标记的小型模型；然后默祷值得尊敬的人能够得到好运，并把钵放回原位。达摩悉提得到了那只幸运的钵，与信绍布的女儿结了婚，继承了王位。另一名僧人很失望，受到了怀疑，最终在德贡北部的邦林被处决。地主们一开始也对女王的选择感到愤怒，但后来由于达摩悉提的崇高人格而接受了他。